# Hachiōji-Rundkurs

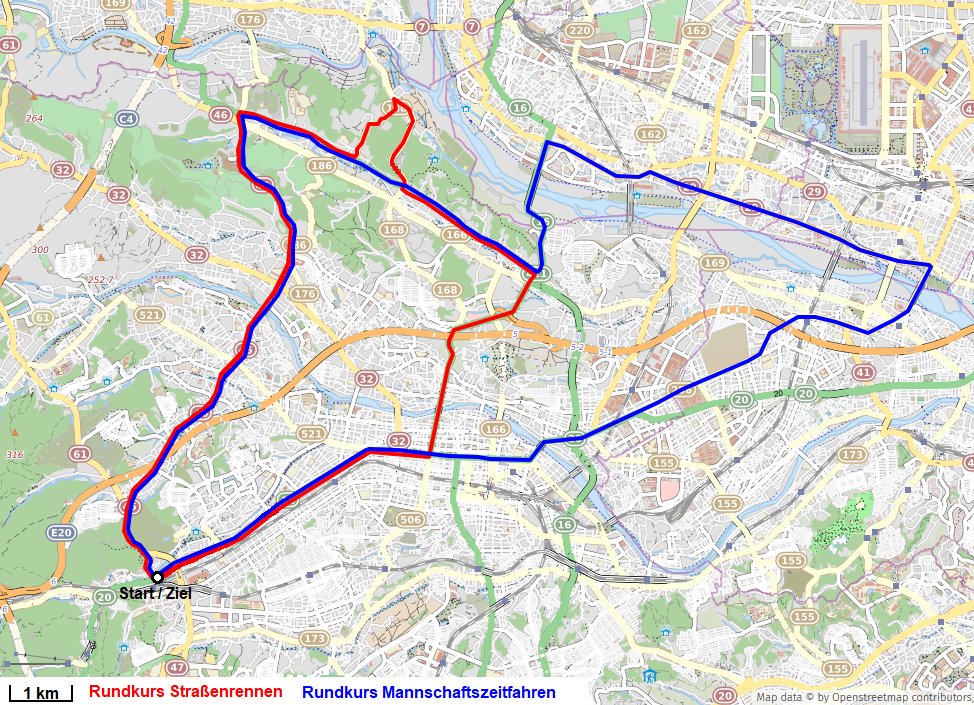
Streckenverläufe des Rundkurses

Der Hachiōji-Rundkurs war ein Rundkurs für beiden Straßenradsportwettbewerbe bei den Olympischen Sommerspielen 1964 in Tokio. Hier fanden das Straßenrennen und das  Mannschaftszeitfahren statt. Für beide Wettbewerbe verlief der Rundkurs unterschiedlich.

## Streckenverlauf Straßenrennen
Der Rundkurs für das Straßenrennen war insgesamt 24,354 Kilometer lang und musste acht Mal durchfahren werden. Somit ergab sich eine Gesamtlänge von 194,832 Kilometer. Der Start befand sich vor dem Bahnhof Takao, von dort aus verlief der Kurs auf der Nationalstraße 20 in Richtung Nordosten. Nach circa vier Kilometern ging es in Richtung Norden, es wurde der Asakawa überquert. Danach bogen die Athleten nach links auf die Nationalstraße 411 ab und folgten dieser bis nach dem Takiyama Park, wo der Kurs nach Norden drehte und bei Streckenkilometer 11 wieder Richtung Süden führte, wo die Fahrer wieder auf die Nationalstraße 411 zurückkehrten. Nach circa drei weiteren Kilometern änderte der Kurs seine Route in Richtung Süden und verlief fortan quer durch Hachiōji zurück zum Bahnhof Takao.

## Streckenverlauf Mannschaftszeitfahren
Der Rundkurs für das Mannschaftszeitfahren war insgesamt 36,631 Kilometer lang, dieser musste drei Mal durchfahren werden. Daraus ergab sich eine Gesamtlänge von 109,893 Kilometer. Wie auch beim Straßenrennen befand sich der Start und das Ziel vor dem Bahnhof Takao. Wie beim Straßenrennen verlief die Strecke zunächst auf der Nationalstraße 20 in Richtung Nordosten. Nachdem die Athleten die Owada-Brücke überquerten zog sich der Kurs durch Hino, wo sie am Bahnhof Hino vorbei kamen und über die Hino Bridge den Tama überquerten. Nun bog der Kurs nach links ab und führt gerade aus durch Tachikawa und Akishima, bis sie nach 19 Kilometern links abbogen und über die  Haijima-Brücke erneut den Tama überquerten. Fortan zog sich der Kurs circa 5 Kilometer über die Nationalstraße 411. Nach circa 26,5 Kilometern änderte der Kurs seine Route in Richtung Süden und verlief fortan quer durch Hachiōji zurück zum Bahnhof Takao.